# Moulin à marée de Campen
Pour les articles homonymes, voir Moulin à marée (homonymie).
Le moulin de Campen est un moulin à marée construit sur le Vincin, entre les communes d'Arradon et de Vannes (Morbihan). C'est l'un des trois moulins de ce type sur la côte arradonaise du golfe du Morbihan.

## Étymologie
Le moulin de Campen tire son nom de celui du hameau dont il fait partie, à cheval sur le Vincin. 

## Description
Le moulin se présente comme une bâtisse allongée construite le long d'une digue. Il possède une roue verticale du côté ouest et, selon certaines hypothèses, était également doté d'une roue horizontale située sous le bâtiment. Bâtie en moellons, la construction est couverte d'un toit d'ardoises à pignons.
L'habitation du meunier est dans le prolongement, côté est. Un moulin à vent était couplé avec le moulin à marée, mais il est aujourd'hui disparu.

## Histoire
L'existence du moulin remonte au XVe siècle: en 1448, il dépendait du chapitre cathédral de Vannes, avant d'être acquis par le manoir de Bernus. La digue est sans doute d'origine, tandis que le bâtiment actuel date probablement du XVIIe et a été remanié au XIXe siècle.
Désaffecté depuis 1920, le moulin servait exclusivement à moudre les céréales (froment, orge, seigle). Propriété privée, il a bénéficié d'une restauration importante à la fin du XXe siècle. Il n'est pas protégé au titre des Monuments historiques.